# Gigabyte
En gigabyte er 109 byte = 1 000 000 000 byte. Forkortes GB.
Giga-præfikset betyder 109, men har i computermæssig sammenhæng betydet 230. Gibi er et nyt præfiks, som betyder 230. IEC anbefaler at bruge betegnelse gibibyte, når der beskrives datamængder, som er et multiplum af 230 byte.

## Gigabytes eksempler
- 1 GB: en ladvogn fuld af bøger
- 4,7 GB: en DVD
- 25 GB: et lag på en Blu-ray disk